# Salem Ilese
Salem Ilese Davern, mer känd under artistnamnet Salem Ilese, född 19 augusti 1999 i Mill Valley i Kalifornien, är en amerikansk singer-songwriter. Hon är mest känd för de virala singlarna "Mad at Disney" och "PS5". Hon har också varit med och skrivit låtar till andra artister, såsom Bella Poarch och Demi Lovato.
Salem Ilese är född och uppvuxen i Mill Valley norr om San Francisco i Kalifornien. När hon var tio år gammal började hon ta låtskrivarkurser tillsammans med singer-songwritern Bonnie Hayes, och tillbringade sedan två år på hennes låtskrivarprogram på Berklee College of Music. Hon flyttade sedan till Los Angeles där hon fick ett skivkontrakt med Homemade Projects, samt släppte sin debut-EP 757 år 2019.[källa behövs]